# London GD Handball Club
London GD Handball Club er en engelsk håndboldklub fra London. 
Klubben blev grundlagt i 1976 som Great Dane Handball Club af Anne-Marie Thrysøe og Andrew Ferguson sammen med en gruppe af danske piger fra Anglo-Danish Society Students Club, deraf navnet på klubben, "Great Dane".
Klubben startede med et kvindehold og kun lejlighedsvis deltog mænd i træningen. Holdet startede med træning to dage om ugen på Ruislip Eagles Sport Centre, men flyttede snart til det dengang nye Wapping Sport Centre i East London.
Klubben er en af Storbritanniens ældste og mest succesrige håndboldklubber. 
Klubbens herre- og dame hold har vundet den engelske liga og både den engelske og britiske cup ved talrige lejligheder. Klubbens herrehold har siden debuten i 2005 hvert år deltaget i Europa-turneringerne under EHF. 
I 2010 deltog dameholdet for første gang i Challenge Cup og vandt en historisk 31-20 sejr over AS Aris Thessalonikis fra Grækenland.
Klubbens herrehold deltager i EHF Cup'en 2012/13. Truppen består af spillere fra en lang række europæiske lande og holdet har blot en enkelt englændere. Holdet har også en enkelt dansker, stregspilleren Ulrik Juhl Tingrupp. 
Klubben er således blevet meget mere end en klub med overvejende danske spillere. I et forsøg på at afspejle dette skiftede klubben i 2010, navn til fra Great Dane Handball Club til London GD Handball Club og blev samtidig registreret som et aktieselskab.
Klubben er baseret i Leyton SCORE Centre og på Bethnal Green Academy i East London.

## Truppen til sæsonen 2012/2013

### Herre
Truppen som den præsenteres på EHF's hjemmeside.
| - 1. Theo Bougouin (Målmand) - 2. Norbert Sarkoezi - 3. Aurelian Gug - 4. Ulrik Juhl Tingrupp - 5. Remus Bugariu - 6. Francesc Corredera Salvado - 7. Jordi Ferrer Torras - 8. Tomasz Szakola - 9. Dusan Janik | - 10. Philip Altong - 11. Laszlo Roland Kun - 13. Isarel Camara Mancha - 14. Miguel Puig Garcia - 15. Jan Per Rühmann - 16. Paulo Barbossa (Målmand) - 17. Sasha Rudic - 18. Thomas Brunet - 20. Constantin Cezar Mihai | - 21. Krisztian Ölschleger - 22. Juan Pedro Carrasco - 23. Radu Miclaus (Målmand) - 27. Ramazan Daskin - 30. Philippe Seray (Målmand) - ? Reda Sebbata (Målmand) - ? Hans Bühler |

### Damer
- ?  Dora Orban
- ?  Pauline Brosset
- ?  Karin Modig
- ?  Aleksandra Stankiewicz
- ?  Delphine Morel
- ?  Sabine Scholz

## Internationale resultater

### Europa turneringerne

#### Challenge Cup 2005-06 (mænd)
Great Dane HC London spillede tre kampe i 2.runde og tabte alle tre.
Cankaya Bel. Ankara – Great Dane HC London 45-20 (18-8)
Great Dane HC London – AC Diomidis of Argos 25-32 (11-16)
HB Dudelange – Great Dane HC London 46-25 (17-13)

#### Challenge Cup 2006-07 (mænd)
Great Dane HC London spillede tre gruppekampe i gruppe C og tabte alle tre.
G.A.C. Kilkis-Great Dane HC London 43-22 (20-14) 
Great Dane HC London-Muski RK Berane 23-37 (7-17) 
INFIS-Ols, Chisinau-Great Dane HC London 31-30 (18-13)

#### Challenge Cup 2007-08 (mænd)
Great Dane HC London spillede tre kampe i 2. rundes gruppe C og tabte alle tre.
Time "Burevestnik" Lugansk-Great Dane HC London 35-28 (18-12) 
Great Dane HC London-A.C. PAOK Thessaloniki 21-32 (13-19) 
H.C. "Kolubara"-Lazarevac-Great Dane HC London 34-25 (18-11)

#### Challenge Cup 2008-09 (mænd)
Great Dane HC London spillede tre kvalifikationskampe i gruppe C og tabte alle tre.
A.C. Filippos Verias-Great Dane HC London 39-17 (13-8)
Great Dane HC London-MRK "Gorazde" Gorazde 16-32 (9-15)
Gammadue Secchia-Great Dane HC London 38-18 (17-5)

#### Challenge Cup 2009-10 (mænd)
Great Dane HC London spillede tre kampe i 2. rundes gruppe C og tabte alle tre.
RK Konjuh Zivinice-Great Dane HC London 38-24 (21-13) 
Great Dane HC London-HC Odorheiu Secuiesc 21-40 (11-17) 
A.S.D. Albatro-Great Dane HC London 44-15 (24-8)

#### Challenge Cup 2010-11 (mænd)
Kampene i 2. rundes gruppe C blev spillet i Stord og Tysnes, Norge.
| Dato  | London GD Handball Club's Kampe                   | Res.                               |       |
| ----- | ------------------------------------------------- | ---------------------------------- | ----- |
| 1.10. | ESN Vrilissia – London GD Handball Club           | 37–20                              |       |
| 2.10. | London GD Handball Club – Maliye Milli Piyango SK | 20–40                              |       |
| 2.10. | 3.10.                                             | Stord IL – London GD Handball Club | 41–17 |

| Hold                    | Kampe | Mål     | Point |
| ----------------------- | ----- | ------- | ----- |
| Stord IL                | 3     | 98-69   | 6     |
| Maliye Milli Piyango SK | 3     | 100-790 | 4     |
| ESN Vrilissia           | 3     | 92-81   | 2     |
| London GD Handball Club | 3     | 057-118 | 0     |

#### Challenge Cup 2011-12 (mænd)
Anden runde havde deltagelse af fire hold, som spillede om én ledig plads i tredje runde. De fire hold spillede en enkeltturnering, og vinderen gik videre til 3. runde. Kampene i gruppe A blev spillet i KMS University Sports Hall i Msida, Malta.
| Dato | London GD Handball Club's Kampe                   | Res.  |
| ---- | ------------------------------------------------- | ----- |
|      | London GD Handball Club – Ruislip Eagles HC       | 30–29 |
|      | Aloysians ProMinent – London GD Handball Club     | 24–29 |
|      | Dublin International HC – London GD Handball Club | 26–31 |

| Hold                    | Kampe | Mål   | Point |
| ----------------------- | ----- | ----- | ----- |
| London GD Handball Club | 3     | 90-79 | 6     |
| Ruislip Eagles HC       | 3     | 86-79 | 4     |
| Aloysians ProMinent     | 3     | 67-75 | 2     |
| Dublin International HC | 3     | 72-82 | 0     |

Tredje runde havde deltagelse af 32 hold, der spillede om 16 pladser i ottendedelsfinalerne. De deltagende hold var:
- Ét hold fra 2. runde (London GD Handball Club).
- 31 seedede hold, der først trådte ind i turneringen i 3. runde.

| Dato    | Dato    | Hjemmehold i 1. kamp | Hjemmehold i 2. kamp    | Resultat | Resultat | Resultat |
| 1. kamp | 2. kamp | Hjemmehold i 1. kamp | Hjemmehold i 2. kamp    | Samlet   | 1. kamp  | 2. kamp  |
| ------- | ------- | -------------------- | ----------------------- | -------- | -------- | -------- |
| 3.12.   | 4.12.   | AC Doukas            | London GD Handball Club | 66-35    | 30-20    | 36-15    |

#### EHF Cup 2012-13 (mænd)
I første runde valgte London GD Handball Club's at spille begge sine kampe på udebane i Danmark, den første kamp blev spillet i TRE-FOR Arenaen og den anden i Arena Syd i Vamdrup. 
| Dato    | Dato    |                       |                         | Resultat | Resultat | Resultat |
| 1. kamp | 2. kamp | Samlet                | 1. kamp                 | 2. kamp  |          |          |
| ------- | ------- | --------------------- | ----------------------- | -------- | -------- | -------- |
| 15.9.   | 16.9.   | KIF Kolding København | London GD Handball Club | 88-32    | 46-16    | 42-16    |

#### Challenge Cup 2010-11 (kvinder)
Anden runde havde deltagelse af tre hold, som spillede om én ledig plads i tredje runde. de tre hold spillede en enkeltturnering. Vinderen af gruppen gik videre til 3. runde. Kampene blev spillet i Leiria, Portugal.
| Dato   | London GD Handball Club's Kampe    | Res.  |
| ------ | ---------------------------------- | ----- |
| 15.10. | London GD Handball Club – Juve Lis | 19–32 |
| 16.10. | AS Aris – London GD Handball Club  | 20–31 |

| Hold                    | Kampe | Mål   | Point |
| ----------------------- | ----- | ----- | ----- |
| Juve Lis                | 2     | 68-44 | 4     |
| London GD Handball Club | 2     | 50-52 | 2     |
| AS Aris                 | 2     | 45-67 | 0     |

### Andre internationale resultater
Herre
- 2005 –  Guld Oktopus Turneringen i Eindhoven

Damer
- 2006 –  Guld Oktopus Turneringen i Eindhoven

## Nationale resultater
2011 –  Guld Engelsk Ligamester
2011 –  Guld Engelsk Cupmester
2010 –  Guld Engelsk Ligamester
2009 –  Guld Engelsk Ligamester
2009 –  Guld Engelsk Cupmester
2008 –  Guld Engelsk Ligamester
2008 –  Guld Britisk Cupmester
2007 –  Guld Weymouth’s Beachhåndbold-turnering
2007 –  Sølv Engelske Liga 
2007 –  Guld Britisk Cupmester
2006 –  Guld Britisk Cupmester
2006 –  Bronze Engelske Liga
2006 –  Sølv Weymouth’s Beachhåndbold-turnering
2005 –  Guld Britisk Cupmester
2005 –  Guld Engelsk Ligamester
2004 –  Guld Britisk Cupmester
2001 –  Guld Engelsk Ligamester
2000 –  Guld Engelsk Ligamester
Damer
2010 –  Guld Engelsk Ligamester
2010 –  Guld Engelsk Cupmester
2009 –  Sølv Engelske Liga
2009 –  Sølv Engelske Cup
2008 –  Sølv Engelske Liga
2008 –  Bronze Britiske Cup 
2007 –  Sølv Weymouth’s Beachhåndbold-turnering
2007 –  Guld Engelsk Ligamester 
2007 –  Guld Britisk Cupmester 
2006 –  Sølv Engelske Liga
2006 – 4. Britiske Cup
2006 –  Sølv Weymouth’s Beachhåndbold-turnering
2005 –  Sølv Engelske Liga
2005 –  Sølv Britiske Cup
2004 –  Sølv Engelske Liga